# Fiel van der Veen
Fiel van der Veen (Nijmegen, 18 februari 1945) is een Nederlands grafisch ontwerper en illustrator.

## Loopbaan
Van der Veen volgde een opleiding tot grafisch vormgever aan de Academie voor beeldende kunsten in Arnhem. 

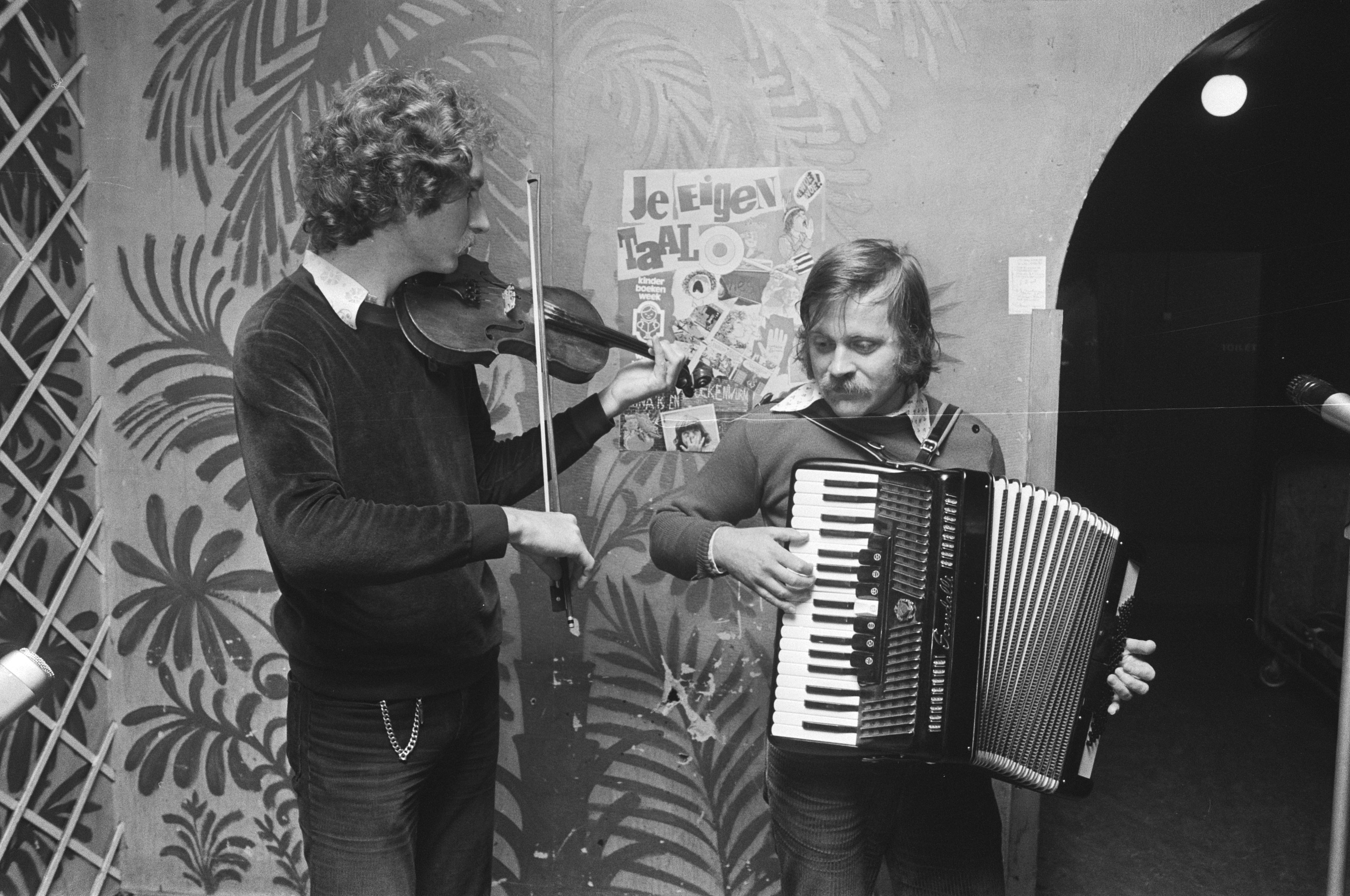
Van der Veen (viool) en Wilmink (1976)

Zijn werk wekte de interesse van een aantal uitgevers, waarna hem werd gevraagd enkele publicaties te illustreren. Hij tekende onder meer voor werken van Willem Wilmink, Paul Biegel, Jan Terlouw en Bies van Ede. Naast (jeugd)boeken maakt hij ook illustraties voor onder meer jaarverslagen, folders en kranten.

## Prijzen
- 1988: Zilveren Penseel, NIC Illustratie Jaarprijs
- 1997: NIC Illustratie Jaarprijs
- 2000: Woutertje Pieterse Prijs
- 2006: Erelid Beroepsvereniging Nederlandse Ontwerpers

- Bibliothèque nationale de France: cb121489883 (data)
- Digitale Bibliotheek voor de Nederlandse Letteren: veen112
- Gemeinsame Normdatei: 139246118
- International Standard Name Identifier: 0000 0000 0448 8745
- Library of Congress Control Number: n79110101
- Nationale Bibliotheek van Letland: 000137346
- Nederlandse Thesaurus van Auteursnamen: 073755605
- RKD-Nederlands Instituut voor Kunstgeschiedenis: 79602
- Système universitaire de documentation: 029978831
- Virtual International Authority File: 2508952
- WorldCat: E39PBJB4hfk7j6kCy8VVCfMVmd